# Промізд-Ленд (Південна Кароліна)
Промізд-Ленд (англ. Promised Land) — переписна місцевість (CDP) в США, в окрузі Грінвуд штату Південна Кароліна. Населення — 378 осіб (2020).

## Географія
Промізд-Ленд розташований за координатами 34°7′40″ пн. ш. 82°13′51″ зх. д. / 34.12778° пн. ш. 82.23083° зх. д. (34.127675, -82.230701).  За даними Бюро перепису населення США в 2010 році переписна місцевість мала площу 4,04 км², уся площа — суходіл.

## Демографія
Згідно з переписом 2010 року, у переписній місцевості мешкало 511 осіб у 186 домогосподарствах у складі 148 родин. Густота населення становила 127 осіб/км².  Було 209 помешкань (52/км²).
Расовий склад населення:
| - 94,1 % — чорних або афроамериканців - 4,1 % — білих - 0,4 % — азіатів - 1,2 % — осіб інших рас |

До двох чи більше рас належало 0,2 %. Частка іспаномовних становила 0,8 % від усіх жителів.
За віковим діапазоном населення розподілялося таким чином: 19,6 % — особи молодші 18 років, 63,6 % — особи у віці 18—64 років, 16,8 % — особи у віці 65 років та старші. Медіана віку мешканця становила 44,8 року. На 100 осіб жіночої статі у переписній місцевості припадало 102,0 чоловіків;  на 100 жінок у віці від 18 років та старших — 92,1 чоловіків також старших 18 років.
Середній дохід на одне домашнє господарство  становив 40 560 доларів США (медіана — 27 875), а середній дохід на одну сім'ю — 55 596 доларів (медіана — 53 787). За межею бідності перебувало 21,2 % осіб, у тому числі 100,0 % дітей у віці до 18 років та 0,0 % осіб у віці 65 років та старших.
Цивільне працевлаштоване населення становило 135 осіб. Основні галузі зайнятості: освіта, охорона здоров'я та соціальна допомога — 42,2 %, будівництво — 28,1 %, виробництво — 22,2 %.